# Château de Bartherans
Le château de Bartherans est un château situé sur la commune de Bartherans, dans l'ouest du département du Doubs en France. 

## Histoire
Ce château date des XVIIe siècle et XVIIIe siècle. Dans le corps de logis, l'escalier du XVIIIe siècle avec sa rampe en fer forgé, une grande chambre à l'étage avec son décor, une chambre avec alcôve et une cheminée donnant du côté nord-est, à l'étage, avec son décor et grande pièce traversante à l'étage, avec son décor font l'objet d'une inscription au titre des monuments historiques depuis le 17 juin 1992. Les façades et toitures du corps de logis ainsi que le puits et la pavage de la cour font l'objet d'un classement au titre des monuments historiques depuis le 5 juillet 1993. 

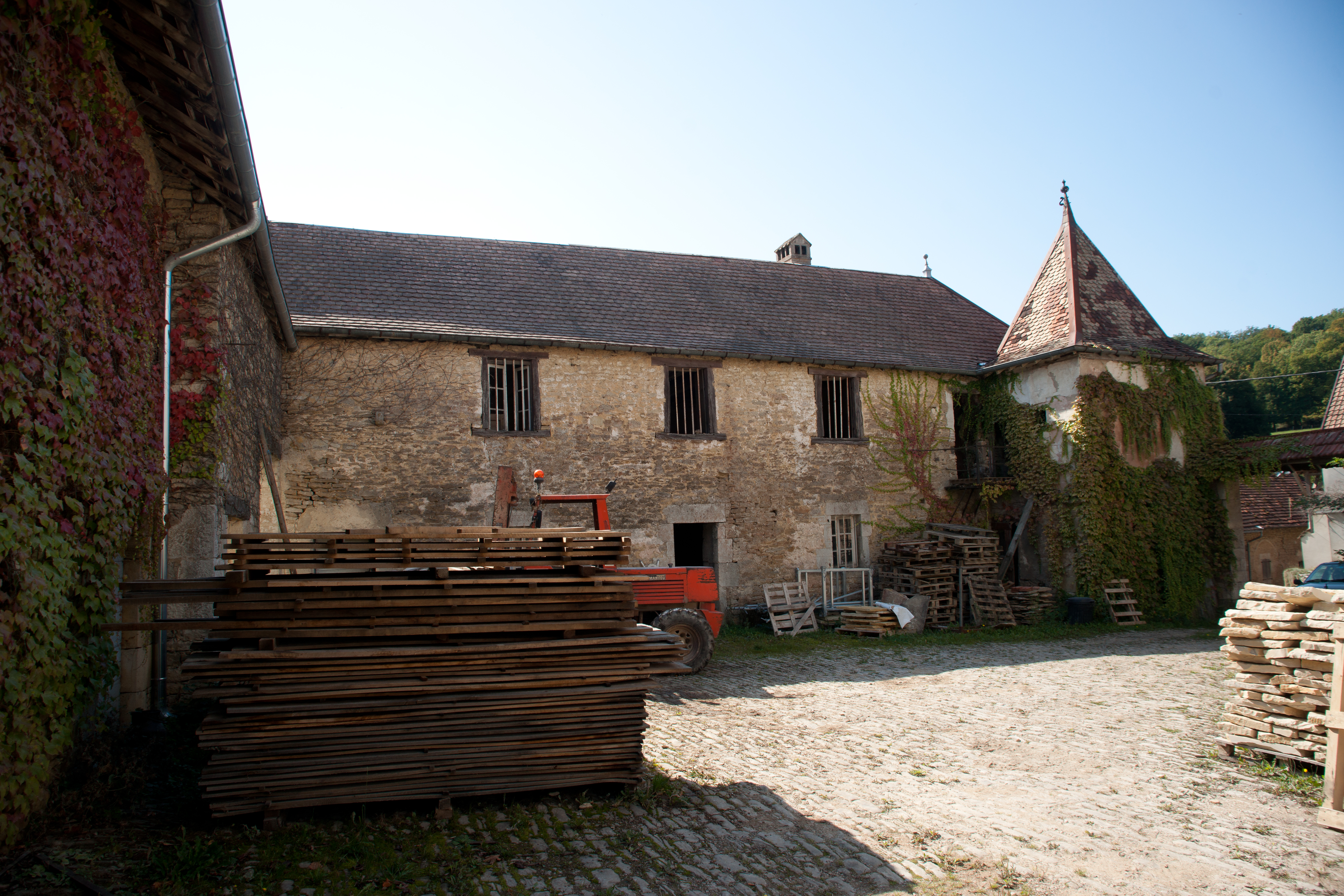
Intérieur de la cour.
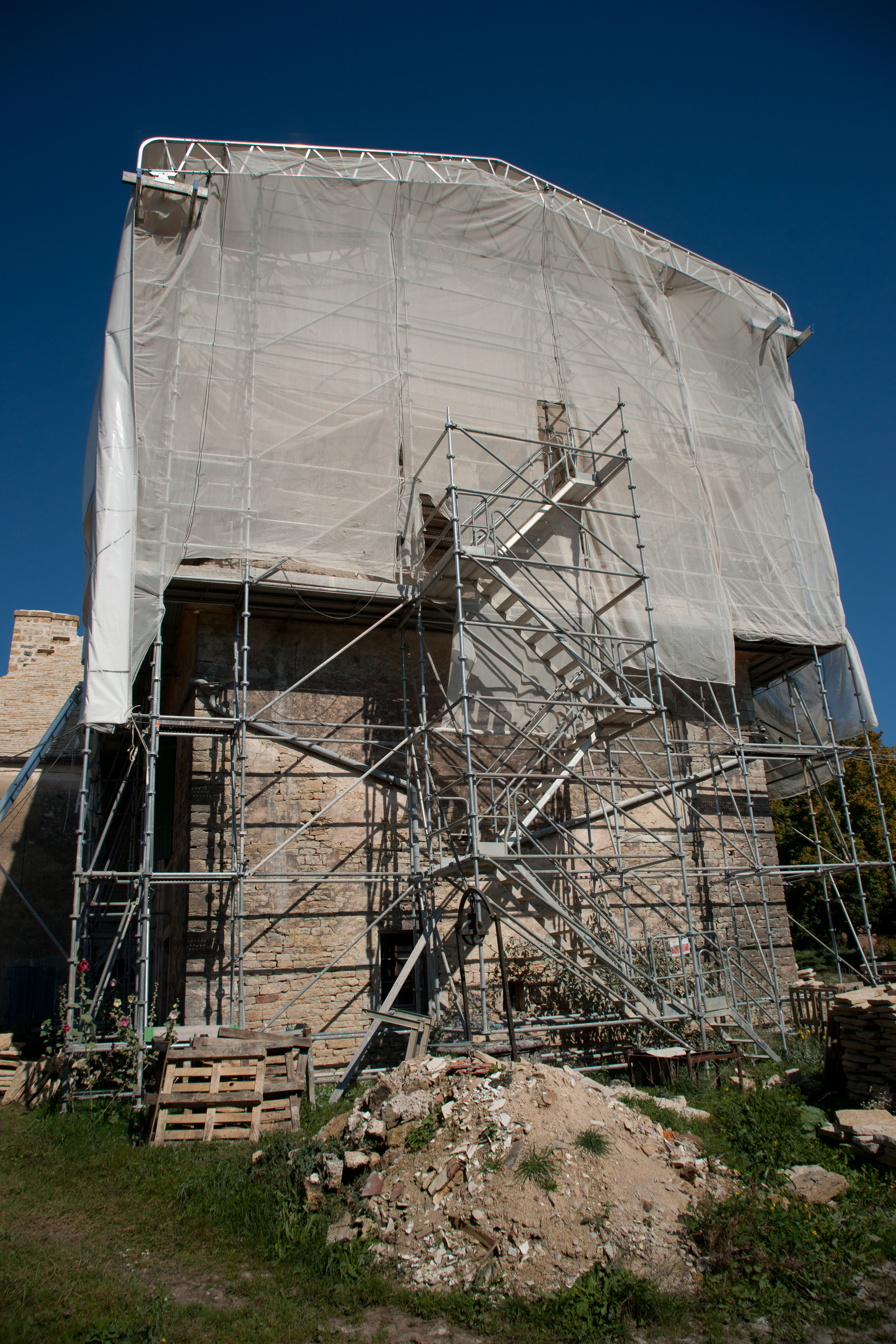
Rénovation du château en septembre 2011.
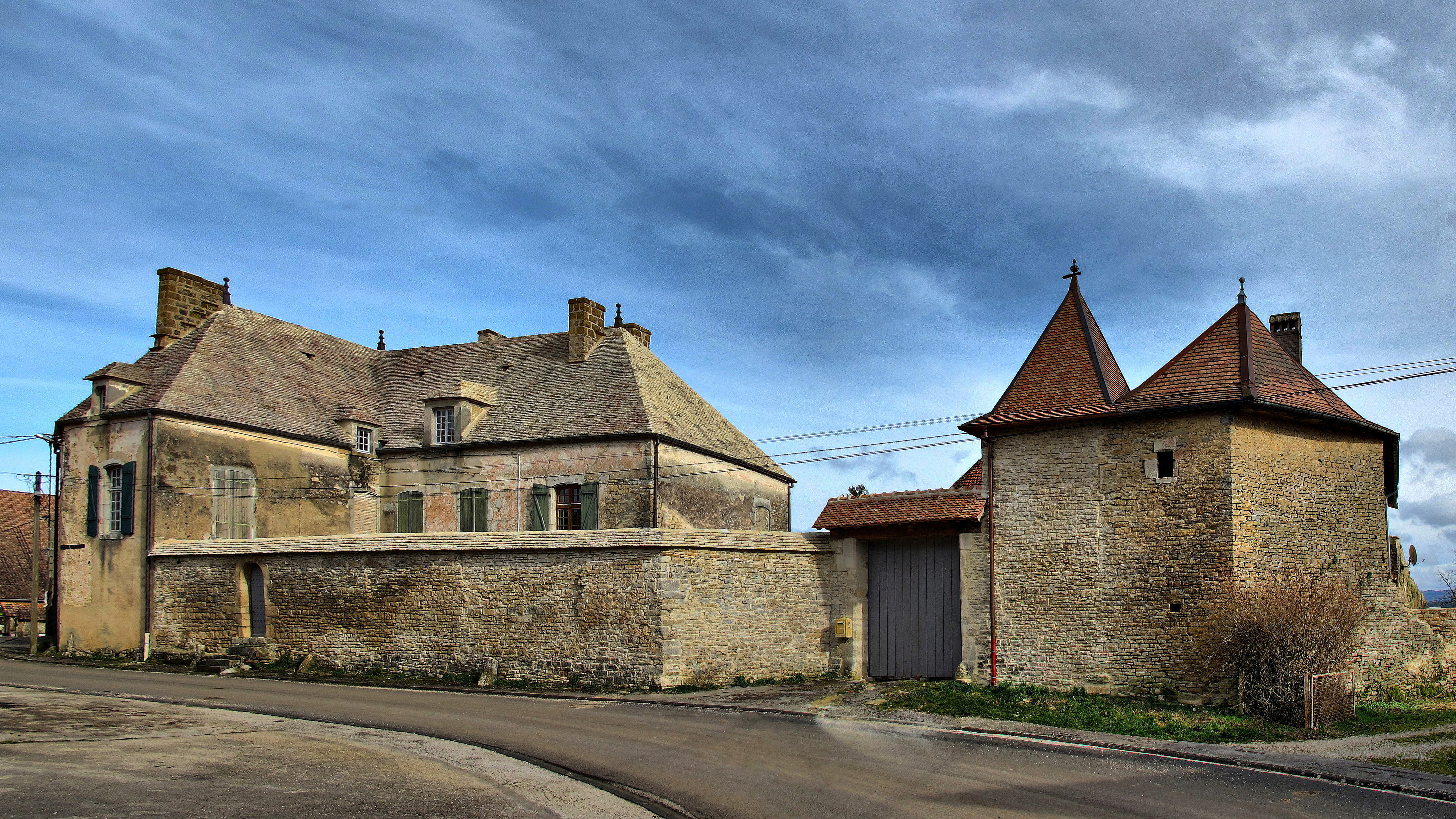
Le château restauré.